# Chiriquí Grande
Chiriquí Grande ist ein Corregimiento und Hauptort des gleichnamigen Bezirks Chiriquí Grande in der Provinz Bocas del Toro in Panama. Bei der Volkszählung im Jahr 2023 hatte es 3891 Einwohner. Das Corregimiento erstreckt sich über eine Fläche von 60,3 km².

## Bevölkerung
Die folgende Tabelle zeigt die Bevölkerung des Corregimientos Chiriquí Grande, wie es in den Volkszählungen 2000, 2010 und 2023 erfasst wurde.
| Jahr         | 2000 | 2010 | 2023 |
| ------------ | ---- | ---- | ---- |
| Einwohner    | 2069 | 3014 | 3891 |
| davon Männer | 1062 | 1546 | 1896 |
| davon Frauen | 1007 | 1468 | 1995 |

## Orte
Im Corregimiento Chiriquí Grande befinden sich folgende Orte:
- 1 de Noviembre
- Boca de Man Creek
- Casas Viejas o Barriada El Campesino
- Chiriquicito No.2
- Chiriquí Grande
- El Búfalo
- El Caimán
- El Crudo o Aguacate
- Guariviara o La Playita
- Juan Cuero
- Manc Reek o La Mesa
- Mata Cacao
- Panagro
- Piña
- Platanerito
- Quebrada Camarón
- Quebrada El Bajo
- Quebrada Limón
- Rambala
- Árbol de Pan